# اسکاتسویل (کالیفرنیا)
اسکاتسویل (به انگلیسی: Scottsville) یک منطقهٔ مسکونی در ایالات متحده آمریکا است که در شهرستان آمادور، کالیفرنیا واقع شده‌است. اسکاتسویل ۳۸۷ متر بالاتر از سطح دریا واقع شده‌است.